# Cybaeopsis macaria
Cybaeopsis macaria is een spinnensoort in de taxonomische indeling van de nachtkaardespinnen (Amaurobiidae).
Het dier behoort tot het geslacht Cybaeopsis. De wetenschappelijke naam van de soort werd voor het eerst geldig gepubliceerd in 1947 door Ralph Vary Chamberlin.